# Västlig metallav
Västlig metallav (Vezdaea leprosa) är en svampart som först beskrevs av P. James, och fick sitt nu gällande namn av Vezda. Västlig metallav ingår i släktet Vezdaea och familjen Vezdaeaceae.  Arten är reproducerande i Sverige. Inga underarter finns listade i Catalogue of Life.